# خوان فيرني اوتيرو توفار
خوان فيرني اوتيرو توفار (بالإسبانية: Juan Ferney Otero)‏ (26 مايو 1995 في كولومبيا - ) هو لاعب كرة قدم كولومبي في مركز الهجوم. شارك مع منتخب كولومبيا تحت 20 سنة لكرة القدم. أما مع النوادي، فقد لعب مع ديبورتيفو لاكورونيا وفورتاليزا الكولومبي.

## وصلات خارجية
- خوان فيرني اوتيرو توفار على موقع رابطة كرة القدم الفرنسية للمحترفين (الإنجليزية)
- خوان فيرني اوتيرو توفار على موقع قاعدة بيانات كرة القدم.إي يو (الإنجليزية)
- خوان فيرني اوتيرو توفار على موقع Soccerbase.com (لاعب) (الإنجليزية)
- خوان فيرني اوتيرو توفار على موقع Soccerway.com (الإنجليزية)
- خوان فيرني اوتيرو توفار على موقع عالم كرة القدم.نت (الإنجليزية)
- خوان فيرني اوتيرو توفار على موقع AS.com (الإسبانية)